# 浅間神社 (下田市)
浅間神社（せんげんじんじゃ）は、静岡県下田市にある神社。
地名を冠して、下田(富士)浅間神社（しもだ(ふじ)せんげんじんじゃ）、本郷(富士)浅間神社（ほんごう(ふじ)せんげんじんじゃ）等とも称される。

## 概要
伊豆急下田駅の北西至近にある山「下田富士（しもだふじ）」の頂上に鎮座しており、南側の国道136号沿いの参道（登山道）から上がって行く形になる。
創建は不詳だが、式内社である意波与命神社（おはよのみことじんじゃ）に比定され、『伊豆国神階帳』にも「従四位上 いはよ姫の明神」と記されている古社である。

## 祭神
- 木花開耶姫